# Uriah Heep/Diskografie
Diese Diskografie ist eine Übersicht über die musikalischen Werke der britischen Rock-Musikgruppe Uriah Heep. Den Quellenangaben zufolge hat sie bisher mehr als 40 Millionen Tonträger verkauft. Ihre erfolgreichsten Veröffentlichungen sind die Alben Sweet Freedom und Uriah Heep Live mit jeweils über 560.000 verkauften Einheiten.

## Alben

### Studioalben
| Jahr | Titel                    | Höchstplatzierung, Gesamtwochen, AuszeichnungChartplatzierungen (Jahr, Titel, Platzierungen, Wochen, Auszeichnungen, Anmerkungen) | Höchstplatzierung, Gesamtwochen, AuszeichnungChartplatzierungen (Jahr, Titel, Platzierungen, Wochen, Auszeichnungen, Anmerkungen) | Höchstplatzierung, Gesamtwochen, AuszeichnungChartplatzierungen (Jahr, Titel, Platzierungen, Wochen, Auszeichnungen, Anmerkungen) | Höchstplatzierung, Gesamtwochen, AuszeichnungChartplatzierungen (Jahr, Titel, Platzierungen, Wochen, Auszeichnungen, Anmerkungen) | Höchstplatzierung, Gesamtwochen, AuszeichnungChartplatzierungen (Jahr, Titel, Platzierungen, Wochen, Auszeichnungen, Anmerkungen) | Anmerkungen                                              |
| Jahr | Titel                    | DE | AT | CH | UK | US | Anmerkungen                                              |
| ---- | ------------------------ | --- | --- | --- | --- | --- | -------------------------------------------------------- |
| 1970 | …very ’eavy …very ’umble | DE22 (8 Wo.)DE | — | — | — | US186 (4 Wo.)US | Erstveröffentlichung: Juni 1970                          |
| 1971 | Salisbury                | DE31 (16 Wo.)DE | — | — | — | US103 (9 Wo.)US | Erstveröffentlichung: Januar 1971                        |
| 1971 | Look at Yourself         | DE11 (28 Wo.)DE | — | — | UK39 (1 Wo.)UK | US93 (20 Wo.)US | Erstveröffentlichung: September 1971                     |
| 1972 | Demons and Wizards       | DE5 (29 Wo.)DE | — | CH89 (1 Wo.)CH | UK20 (11 Wo.)UK | US23 Gold · (38 Wo.)US | Erstveröffentlichung: 19. Mai 1972 Verkäufe: + 500.000   |
| 1972 | The Magician’s Birthday  | DE7 (28 Wo.)DE | — | — | UK28 (3 Wo.)UK | US31 Gold · (22 Wo.)US | Erstveröffentlichung: November 1972 Verkäufe: + 500.000  |
| 1973 | Sweet Freedom            | DE12 (24 Wo.)DE | AT9 (4 Wo.)AT | — | UK18 Silber · (3 Wo.)UK | US33 Gold · (23 Wo.)US | Erstveröffentlichung: September 1973 Verkäufe: + 560.000 |
| 1974 | Wonderworld              | DE7 (20 Wo.)DE | AT2 (12 Wo.)AT | — | UK23 Silber · (3 Wo.)UK | US38 (15 Wo.)US | Erstveröffentlichung: Juni 1974 Verkäufe: + 60.000       |
| 1975 | Return to Fantasy        | DE21 (16 Wo.)DE | AT3 (16 Wo.)AT | — | UK7 Silber · (6 Wo.)UK | US85 (10 Wo.)US | Erstveröffentlichung: Mai 1975 Verkäufe: + 60.000        |
| 1976 | High and Mighty          | DE48 (4 Wo.)DE | — | — | UK55 (1 Wo.)UK | US161 (3 Wo.)US | Erstveröffentlichung: Juni 1976                          |
| 1977 | Firefly                  | DE17 (18 Wo.)DE | — | — | — | US166 (3 Wo.)US | Erstveröffentlichung: Februar 1977                       |
| 1977 | Innocent Victim          | DE15 (26 Wo.)DE | — | — | — | — | Erstveröffentlichung: November 1977                      |
| 1978 | Fallen Angel             | DE18 (8 Wo.)DE | — | — | — | US186 (5 Wo.)US | Erstveröffentlichung: 16. Oktober 1978                   |
| 1980 | Conquest                 | DE33 (10 Wo.)DE | — | — | UK37 (3 Wo.)UK | — | Erstveröffentlichung: Februar 1980                       |
| 1982 | Abominog                 | DE52 (2 Wo.)DE | — | — | UK34 (6 Wo.)UK | US56 (16 Wo.)US | Erstveröffentlichung: März 1982                          |
| 1983 | Head First               | DE56 (1 Wo.)DE | — | — | UK46 (4 Wo.)UK | US159 (10 Wo.)US | Erstveröffentlichung: Mai 1983                           |
| 1985 | Equator                  | — | — | — | UK79 (2 Wo.)UK | — | Erstveröffentlichung: 25. März 1985                      |
| 1989 | Raging Silence           | — | — | CH26 (1 Wo.)CH | — | — | Erstveröffentlichung: 4. Juni 1989                       |
| 1991 | Different World          | — | — | — | — | — | Erstveröffentlichung: Februar 1991                       |
| 1995 | Sea of Light             | DE87 (4 Wo.)DE | — | CH29 (4 Wo.)CH | — | — | Erstveröffentlichung: 1995                               |
| 1998 | Sonic Origami            | — | — | — | — | — | Erstveröffentlichung: September 1998                     |
| 2008 | Wake the Sleeper         | — | — | CH55 (1 Wo.)CH | — | — | Erstveröffentlichung: 2. Juni 2008 Verkäufe: + 10.000    |
| 2009 | Celebration              | DE99 (1 Wo.)DE | — | — | — | — | Erstveröffentlichung: 26. Oktober 2009                   |
| 2011 | Into the Wild            | DE32 (4 Wo.)DE | AT58 (1 Wo.)AT | CH42 (2 Wo.)CH | — | — | Erstveröffentlichung: 12. April 2011                     |
| 2014 | Outsider                 | DE32 (2 Wo.)DE | AT56 (1 Wo.)AT | CH17 (4 Wo.)CH | — | — | Erstveröffentlichung: 6. Juni 2014                       |
| 2018 | Living the Dream         | DE10 (3 Wo.)DE | AT18 (2 Wo.)AT | CH5 (5 Wo.)CH | UK57 (1 Wo.)UK | — | Erstveröffentlichung: 14. September 2018                 |
| 2023 | Chaos & Colour           | DE4 (4 Wo.)DE | AT10 (1 Wo.)AT | CH5 (4 Wo.)CH | UK73 (1 Wo.)UK | — | Erstveröffentlichung: 27. Januar 2023                    |

grau schraffiert: keine Chartdaten aus diesem Jahr verfügbar

### Livealben
| Jahr | Titel                      | Höchstplatzierung, Gesamtwochen, AuszeichnungChartplatzierungen (Jahr, Titel, Platzierungen, Wochen, Auszeichnungen, Anmerkungen) | Höchstplatzierung, Gesamtwochen, AuszeichnungChartplatzierungen (Jahr, Titel, Platzierungen, Wochen, Auszeichnungen, Anmerkungen) | Höchstplatzierung, Gesamtwochen, AuszeichnungChartplatzierungen (Jahr, Titel, Platzierungen, Wochen, Auszeichnungen, Anmerkungen) | Höchstplatzierung, Gesamtwochen, AuszeichnungChartplatzierungen (Jahr, Titel, Platzierungen, Wochen, Auszeichnungen, Anmerkungen) | Höchstplatzierung, Gesamtwochen, AuszeichnungChartplatzierungen (Jahr, Titel, Platzierungen, Wochen, Auszeichnungen, Anmerkungen) | Anmerkungen                                          |
| Jahr | Titel                      | DE | AT | CH | UK | US | Anmerkungen                                          |
| ---- | -------------------------- | --- | --- | --- | --- | --- | ---------------------------------------------------- |
| 1973 | Uriah Heep Live            | DE8 (24 Wo.)DE | AT5 (16 Wo.)AT | — | UK23 Silber · (8 Wo.)UK | US37 Gold · (30 Wo.)US | Erstveröffentlichung: April 1973 Verkäufe: + 560.000 |
| 2015 | Live at Koko – London 2014 | DE48 (1 Wo.)DE | — | CH86 (1 Wo.)CH | — | — | Erstveröffentlichung: 20. Februar 2015               |

grau schraffiert: keine Chartdaten aus diesem Jahr verfügbar
Weitere Livealben
- 1986: Live at Shepperton ’74
- 1986: Live in Europe 1979
- 1988: Live in Moscow
- 1996: Spellbinder live
- 1997: King Biscuit Flower Hour Presents Uriah Heep in Concert
- 2000: Future Echoes of the Past
- 2001: Acoustically Driven
- 2001: Electrically Driven
- 2002: The Magician’s Birthday Party
- 2003: Live in the USA
- 2004: Magic Night
- 2009: Live at Sweden Rock

### Kompilationen
| Jahr | Titel                       | Höchstplatzierung, Gesamtwochen, AuszeichnungChartplatzierungen (Jahr, Titel, Platzierungen, Wochen, Auszeichnungen, Anmerkungen) | Höchstplatzierung, Gesamtwochen, AuszeichnungChartplatzierungen (Jahr, Titel, Platzierungen, Wochen, Auszeichnungen, Anmerkungen) | Höchstplatzierung, Gesamtwochen, AuszeichnungChartplatzierungen (Jahr, Titel, Platzierungen, Wochen, Auszeichnungen, Anmerkungen) | Höchstplatzierung, Gesamtwochen, AuszeichnungChartplatzierungen (Jahr, Titel, Platzierungen, Wochen, Auszeichnungen, Anmerkungen) | Höchstplatzierung, Gesamtwochen, AuszeichnungChartplatzierungen (Jahr, Titel, Platzierungen, Wochen, Auszeichnungen, Anmerkungen) | Anmerkungen                                             |
| Jahr | Titel                       | DE | AT | CH | UK | US | Anmerkungen                                             |
| ---- | --------------------------- | --- | --- | --- | --- | --- | ------------------------------------------------------- |
| 1975 | Uriah Heep The Best Of...   | DE21 Gold · (22 Wo.)DE | — | — | — | US145 (6 Wo.)US | Erstveröffentlichung: November 1975 Verkäufe: + 250.000 |
| 1993 | The Very Best of Uriah Heep | DE36 (9 Wo.)DE | — | CH33 (2 Wo.)CH | — | — | Erstveröffentlichung: 2. Mai 1993                       |
| 2020 | 50 Years in Rock            | DE55 (1 Wo.)DE | — | — | — | — | Erstveröffentlichung: 30. Oktober 2020                  |

grau schraffiert: keine Chartdaten aus diesem Jahr verfügbar
Weitere Kompilationen
- 1986: Anthology
- 1993: The Lansdowne Tapes
- 1994: Lady in Black
- 1994: A Time of Relevation
- 1998: Classic Heep: An Anthology
- 2000: Uriah Heep: The Collection
- 2001: Empty the Vaults: The Rarities
- 2001: 20th Century Masters: The Millennium Collection: The Best of Uriah Heep
- 2001: Remasters: The Official Anthology
- 2002: Between Two Worlds
- 2003: The Ultimate Collection
- 2004: Rainbow Demon: Heep Live and in the Studio 1994–98
- 2006: The Very Best of Uriah Heep
- 2006: Easy Livin’: The Singles A’s & B’s
- 2007: Loud, Proud & Heavy: The Very Best of Uriah Heep
- 2012: Logical Revelations
- 2016: Your Turn to Remember – The Definitive Anthology 1970–1990

## Singles
| Jahr | Titel Album                            | Höchstplatzierung, Gesamtwochen, AuszeichnungChartplatzierungen (Jahr, Titel, Album, Platzierungen, Wochen, Auszeichnungen, Anmerkungen) | Höchstplatzierung, Gesamtwochen, AuszeichnungChartplatzierungen (Jahr, Titel, Album, Platzierungen, Wochen, Auszeichnungen, Anmerkungen) | Höchstplatzierung, Gesamtwochen, AuszeichnungChartplatzierungen (Jahr, Titel, Album, Platzierungen, Wochen, Auszeichnungen, Anmerkungen) | Höchstplatzierung, Gesamtwochen, AuszeichnungChartplatzierungen (Jahr, Titel, Album, Platzierungen, Wochen, Auszeichnungen, Anmerkungen) | Höchstplatzierung, Gesamtwochen, AuszeichnungChartplatzierungen (Jahr, Titel, Album, Platzierungen, Wochen, Auszeichnungen, Anmerkungen) | Anmerkungen                              |
| Jahr | Titel Album                            | DE | AT | CH | UK | US | Anmerkungen                              |
| ---- | -------------------------------------- | --- | --- | --- | --- | --- | ---------------------------------------- |
| 1971 | Gypsy …very ’eavy …very ’umble         | DE28 (9 Wo.)DE | — | — | — | — | Erstveröffentlichung: 11. Januar 1971    |
| 1971 | Lady in Black Salisbury                | DE5 (44 Wo.)DE | — | CH6 (12 Wo.)CH | — | — | Erstveröffentlichung: 14. Juni 1971      |
| 1971 | Look at Yourself                       | DE33 (7 Wo.)DE | — | CH4 (8 Wo.)CH | — | — | Erstveröffentlichung: 4. Oktober 1971    |
| 1972 | The Wizard Demons and Wizards          | DE34 (6 Wo.)DE | — | CH8 (5 Wo.)CH | — | — | Erstveröffentlichung: 7. März 1972       |
| 1972 | Easy Livin’ Demons and Wizards         | DE15 (23 Wo.)DE | — | — | — | US39 (12 Wo.)US | Erstveröffentlichung: 15. Juli 1972      |
| 1972 | Spider Woman The Magician’s Birthday   | DE14 (12 Wo.)DE | — | — | — | — | Erstveröffentlichung: 17. Dezember 1972  |
| 1973 | Sweet Lorraine The Magician’s Birthday | — | — | — | — | US91 (3 Wo.)US | Erstveröffentlichung: 6. Januar 1973     |
| 1973 | Blind Eye The Magician’s Birthday      | — | — | — | — | US97 (1 Wo.)US | Erstveröffentlichung: 1973               |
| 1973 | Stealin’ Sweet Freedom                 | DE40 (3 Wo.)DE | — | — | — | US91 (7 Wo.)US | Erstveröffentlichung: 17. September 1973 |
| 1974 | Something or Nothing Wonderworld       | DE45 (1 Wo.)DE | — | — | — | — | Erstveröffentlichung: 1. Juli 1974       |
| 1977 | Sympathy Firefly                       | DE37 (1 Wo.)DE | — | — | — | — | Erstveröffentlichung: 16. Mai 1977       |
| 1977 | Free Me Innocent Victim                | DE9 (29 Wo.)DE | AT8 (16 Wo.)AT | CH8 (9 Wo.)CH | — | — | Erstveröffentlichung: 14. November 1977  |
| 1978 | Love or Nothing Fallen Angel           | DE36 (7 Wo.)DE | — | — | — | — | Erstveröffentlichung: 26. Juni 1978      |
| 1978 | Come Back to Me Fallen Angel           | DE40 (6 Wo.)DE | — | — | — | — | Erstveröffentlichung: 9. Oktober 1978    |
| 1983 | Lonely Nights Head First               | — | — | — | UK85 (2 Wo.)UK | — | Erstveröffentlichung: 23. Mai 1983       |
| 1983 | Stay on Top Head First                 | — | — | — | UK76 (3 Wo.)UK | — | Erstveröffentlichung: 1. August 1983     |

grau schraffiert: keine Chartdaten aus diesem Jahr verfügbar
Weitere Singles
- 1973: Rain
- 1975: Prima Donna
- 1976: One Way or Another
- 1977: Wise Man
- 1980: Carry on
- 1980: Love Stealer
- 1981: Think It Over
- 1982: That’s the Way That It Is
- 1985: Rockarama
- 1985: Poor Little Rich Girl
- 1989: Hold Your Head Up
- 1989: Blood Red Roses
- 1995: Dream on
- 2001: Come Away Melinda
- 2011: Nail on the Head
- 2014: One Minute
- 2018: Grazed by Heaven
- 2022: Hurricane
- 2022: Save me tonight

## Videoalben
- 1985: Easy Livin’ – A History of Uriah Heep
- 1989: Raging Through Silence
- 1990: Live Legends
- 1990: Gypsy
- 1995: Live in Moscow
- 2000: The Legend Continues
- 2001: Acoustically Driven
- 2001: Sailing the Sea of Light
- 2000: The Legend Continues
- 2001: Acoustically Driven
- 2001: Sailing the Sea of Light
- 2002: The Magician’s Birthday Party
- 2002: Moscow and Beyond…
- 2003: Live in the USA
- 2004: Magic Night
- 2004: The Ultimate Anthology
- 2004: Classic Heep live from the Byron Era
- 2004: Rock Legends
- 2005: Between Two Worlds
- 2006: The live Broadcasts

## Boxsets
| Jahr | Titel   | Höchstplatzierung, Gesamtwochen, AuszeichnungChartplatzierungen (Jahr, Titel, Platzierungen, Wochen, Auszeichnungen, Anmerkungen) | Höchstplatzierung, Gesamtwochen, AuszeichnungChartplatzierungen (Jahr, Titel, Platzierungen, Wochen, Auszeichnungen, Anmerkungen) | Höchstplatzierung, Gesamtwochen, AuszeichnungChartplatzierungen (Jahr, Titel, Platzierungen, Wochen, Auszeichnungen, Anmerkungen) | Höchstplatzierung, Gesamtwochen, AuszeichnungChartplatzierungen (Jahr, Titel, Platzierungen, Wochen, Auszeichnungen, Anmerkungen) | Höchstplatzierung, Gesamtwochen, AuszeichnungChartplatzierungen (Jahr, Titel, Platzierungen, Wochen, Auszeichnungen, Anmerkungen) | Anmerkungen                              |
| Jahr | Titel   | DE | AT | CH | UK | US | Anmerkungen                              |
| ---- | ------- | --- | --- | --- | --- | --- | ---------------------------------------- |
| 2021 | Choices | DE99 (1 Wo.)DE | — | CH70 (1 Wo.)CH | — | — | Erstveröffentlichung: 24. September 2021 |

Weitere Boxsets
- 1996: A Time of Revelation (4-CD-Set mit teils unveröffentlichten Aufnahmen aus 25 Jahren Bandgeschichte, mit 60-seitigem Booklet)
- 2005: Chapter and Verse (6-CD Box mit teilweise unveröffentlichten Studio- und Liveaufnahmen)

## Bootlegs
- 2009: Official Bootleg Bad Rappenau
- 2009: Official Bootleg Krefeld
- 2009: Official Bootleg Salzburg
- 2010: Official Bootleg Vol.II: Live at Budapest Hungary 2010
- 2011: Official Bootleg Vol.III: Live in Kawasaki/Japan 2010

## Statistik

### Chartauswertung
|                     | DE     | AT    | CH     | UK     | US     |
| ------------------- | ------ | ----- | ------ | ------ | ------ |
| Nummer-eins-Alben   | DE—DE  | AT—AT | CH—CH  | UK—UK  | US—US  |
| Top-10-Alben        | DE6DE  | AT5AT | CH2CH  | UK1UK  | US—US  |
| Alben in den Charts | DE27DE | AT8AT | CH11CH | UK14UK | US15US |

|                       | DE     | AT    | CH    | UK    | US    |
| --------------------- | ------ | ----- | ----- | ----- | ----- |
| Nummer-eins-Singles   | DE—DE  | AT—AT | CH—CH | UK—UK | US—US |
| Top-10-Singles        | DE2DE  | AT1AT | CH4CH | UK—UK | US—US |
| Singles in den Charts | DE12DE | AT1AT | CH4CH | UK2UK | US4US |

### Auszeichnungen für Musikverkäufe
| Goldene Schallplatte - Australien - 1982: für das Album Innocent Victim - Neuseeland - 1978: für die Single Free Me - Russland - 2009: für das Album Wake the Sleeper |

Anmerkung: Auszeichnungen in Ländern aus den Charttabellen bzw. Chartboxen sind in ebendiesen zu finden.
| Land/RegionAuszeichnungen für Musikverkäufe (Land/Region, Auszeichnungen, Verkäufe, Quellen) | Silber     | Gold     | Platin | Verkäufe  | Quellen                                                         |
| -------------------------------------------------------------------------------------------- | ---------- | -------- | ------ | --------- | --------------------------------------------------------------- |
| Australien (ARIA)                                                                            | —          | Gold1    | —      | 20.000    | Einzelnachweise                                                 |
| Deutschland (BVMI)                                                                           | —          | Gold1    | —      | 250.000   | musikindustrie.de                                               |
| Neuseeland (RMNZ)                                                                            | —          | Gold1    | —      | 10.000    | Einzelnachweise                                                 |
| Russland (NFPF)                                                                              | —          | Gold1    | —      | 10.000    | 2m-online.ru (Memento vom 16. Februar 2009 im Internet Archive) |
| Vereinigte Staaten (RIAA)                                                                    | —          | 4× Gold4 | —      | 2.000.000 | riaa.com                                                        |
| Vereinigtes Königreich (BPI)                                                                 | 4× Silber4 | —        | —      | 240.000   | bpi.co.uk                                                       |
| Insgesamt                                                                                    | 4× Silber4 | 8× Gold8 | —      |           |                                                                 |